# Fonscochlea accepta
Fonscochlea accepta é uma espécie de gastrópode  da família Hydrobiidae.
É endémica da Austrália.